# Ле-Мануар
Ле-Мануа́р (фр. Le Manoir) — коммуна во Франции, находится в регионе Нижняя Нормандия. Департамент коммуны — Кальвадос. Входит в состав кантона Ри. Округ коммуны — Байё.
Код INSEE коммуны — 14400.

## Население
Население коммуны на 2010 год составляло 201 человек.
| 1962 | 1968 | 1975 | 1982 | 1990 | 1999 | 2010 |
| ---- | ---- | ---- | ---- | ---- | ---- | ---- |
| 137  | 145  | 147  | 114  | 107  | 109  | 201  |

## Экономика
В 2010 году среди 117 человек трудоспособного возраста (15—64 лет) 94 были экономически активными, 23 — неактивными (показатель активности — 80,3 %, в 1999 году было 73,6 %). Из 94 активных жителей работали 90 человек (49 мужчин и 41 женщина), безработных было 4 (1 мужчина и 3 женщины). Среди 23 неактивных 5 человек были учениками или студентами, 9 — пенсионерами, 9 были неактивными по другим причинам.